# Бели изворац
 Споменик природе Бели изворац је бигрена акумулација на истоименој реци, која се налази у источној Србији, на 14 km од Мајданпека и на око 3 km од села Близна.

## Одлике
Ова бигрена акумулација је значајна због своје изузетности и очуваности као геоморфолошки објекат површинског крашког рељефа.
У долини Белог изворца постоје две акумулације бигра различите старости, таложене једна преко друге. Ово природно добро има велики број облика, појава и процеса који је водоток формирао. .
На простору од око 300 метара налази се водопад висине 16 метара, а испод њега, понирањем воде кроз бигар образован је пећински канал дуг 13 m и широк 4 m, отворен са обе стране.
У самом каналу су формирани саливи и сталактити од беле сиге. Низводно у кориту потока постоје бројне преграде од бигра, иза којих су образоване бигрене акумулације, језерца прећника до 10 метара и дубине 2 до 3 метра. Преко преграда поток се слива у виду слапова и мањих водопада, од којих су два висине 5 метара.
Извориште реке се налази у подножју кречњачке литице Малог крша у пећини коју је пробио Бели изворац.
На основу геоморфолошких вредности овај локалитет уврштен је у инвентар објекта геонаслеђа Србије.

## Туристички потенцијал
Сам крај око акумулација има велики туристички потенцијал, првенствено због неистражености самог краја, али и због већег броја интересантних локалитета у окружењу.
У близини акумулације постоји водопад, више шупљина и пећина које нису уређене за посете, од којих су најпознатије Козја и Мала пећина, као и гребен Малог крша и атрактивни врх и видиковац Стража.
У близини се налази и туристички локалитет Ваља Прераст.

## Галерија
- Бели изворац
- Бели изворац — дрвени мост
- Бели изворац — врело
- Бели изворац — слапови
- Бели изворац — водене линије
- Бели изворац — водопад
- Бели изворац — водопади